# Yvonne Bönisch
Yvonne Snir-Bönisch (geb. Bönisch; * 29. Dezember 1980 in Ludwigsfelde) ist die erfolgreichste deutsche Judoka und jetzige Judotrainerin.

## Werdegang als Judoka
Sie begann mit dem Judo-Sport 1987 beim JV Ludwigsfelde, 1993 wechselte sie zum Universitäts Judo- und Kampfsportclub Potsdam (UJKC). Das Jahr 1995 markierte den Beginn ihres Erfolges, damals wurde sie Erste bei den Deutschen Meisterschaften U19. 1999 und 2002 wurde sie Deutsche Meisterin in ihrer Gewichtsklasse. 2002 wurde sie bei den Europameisterschaften Zweite, und 2003 gewann sie bei den Weltmeisterschaften in Osaka die Silbermedaille. Damals musste sie im Finale gegen die Nordkoreanerin Kye Sun-hui wegen einer Verletzung des Ellenbogens aufgeben.
Bei den Olympischen Spielen 2004 in Athen triumphierte sie nach schweren Vorkämpfen (unter anderem gegen Isabel Fernández (Spanien), Olympiasiegerin von Sydney 2000 und im Halbfinale gegen Deborah Gravenstijn (Niederlande), WM-Dritte 2003) im Finale der Gewichtsklasse bis 57 kg über die amtierende Weltmeisterin Kye Sun-hui (Nordkorea) und gewann damit die erste Goldmedaille der deutschen Mannschaft bei diesen Olympischen Spielen und die erste Goldmedaille der deutschen Frauen im Judo bei Olympischen Spielen überhaupt.
Bei den Judo-Weltmeisterschaften 2005 in Kairo errang sie die Silbermedaille, nachdem sie im Finale wieder auf Kye Sun-hui traf und diesmal nach 38 Sekunden unterlag. Bei den Europameisterschaften 2007 gewann Yvonne Bönisch Silber; sie unterlag im Final mit 2 Koka gegen Isabel Fernández.
Am 15. April 2008 gab sie bekannt, die Eröffnungsfeier der Olympischen Spiele in Peking wegen der anhaltenden Menschenrechtsverletzungen Chinas in Tibet boykottieren zu wollen. Im Wettkampf verlor sie den ersten Kampf gegen die spätere Olympiasiegerin Giulia Quintavalle (Italien) nach eigenem Angriff, in der Trostrunde gelang ihr ein Sieg gegen die Asienmeisterin Chischigbatyn Erdenet-Od (Mongolei), ehe sie gegen Barbara Harel (Frankreich) verlor, die in der Vorrunde bereits Weltmeisterin Kye ausgeschaltet hatte. Bönisch belegte am Ende den neunten Platz.
Am 11. September 2009 gab sie bekannt, mit sofortiger Wirkung ihre Sportlerlaufbahn zu beenden.
Am 21. Februar 2010 wurde ihr im Rahmen des Judo Grand Prix in Düsseldorf der 6. Dan verliehen. Damit ist sie die bisher jüngste 6. Dan-Trägerin Deutschlands.

## Judo-Trainerin
Von April 2009 bis 2012 studierte Bönisch an der Trainerakademie Köln. Die dreijährige berufsbegleitende Ausbildung schloss sie im April 2012 mit dem Abschluss Diplom-Trainerin des DOSB erfolgreich ab.
Seit 2009 arbeitete sie beim UJKC Potsdam als Trainerin und war von 2012 bis 2016 hauptamtliche Cheftrainerin. Vom 1. Januar 2013 bis Ende 2016 war sie zudem Landestrainerin des Brandenburgischer Judo Verband.
Anfang 2015 wurde sie im Rahmen der Deutschen Meisterschaften als „Trainerin des Jahres 2014“ geehrt.
Im Oktober 2013 schloss sie erfolgreich ihr Bachelor-Studium Sportmanagement an der Fachhochschule für Sport und Management Potsdam ab.
Von 1. Januar 2017 bis Ende Dezember 2020 war Bönisch Nationaltrainerin in Israel. Seit 1. Januar 2021 ist Bönisch Cheftrainerin, für Männer und Frauen, in Österreich. Bei den Olympischen Sommerspielen in Tokio 2021 gewannen die von ihr betreuten Judoka Michaela Polleres Silber (-70 kg) und Shamil Borchashvili Bronze (-81 kg). Bei den Olympischen Sommerspielen 2024 gewann die von ihr betreute Judoka Michaela Polleres Bronze (-70 kg).
Für ihre Erfolge bei den Olympischen Spielen 2024 wurde ihr vom Österreichischen Judoverband der siebte Dan verliehen.

## Sportliche Erfolge (Auswahl)
- 2002 Vize-Europameisterin
- 2003 Vize-Weltmeisterin
- 2004 Olympiasiegerin
- 2005 Vize-Weltmeisterin
- 2007 Vize-Europameisterin
- mehrfache Deutsche u Int. Deutsche Meisterin
- mehrfache World-Cup-Gewinnerin
- Weltranglisten-Erste der Jahre 2004, 2005, 2006

## Auszeichnungen
- 2004 Europas Judoka des Jahres
- 2004 Silbernes Lorbeerblatt
- 2004 SportStar Award[14]
- 2004 Ehrenbürgerin der Stadt Athen
- 2004, 2005: Sportlerin des Jahres von Brandenburg[15]
- 2014 Trainerin des Jahres
- JUDO AUSTRIA AWARDS 2021 – TrainerIn des Jahres[12]
- JUDO AUSTRIA AWARDS 2022 – Trainer:in des Jahres[16]

## Privates
Yvonne Snir-Bönisch ist mit einer Israelin verheiratet.